# Jean Boucher (architecte)
Pour les articles homonymes, voir Jean Boucher et Boucher.
Jean Boucher (Paris, 29 mars 1879 - Paris, 26 juin 1935) est un architecte français d'immeubles d'habitation actif à Paris et dans sa proche banlieue dans les années 1910 à 1930. Il a érigé des immeubles le plus souvent de grande envergure, dans un style post-haussmannien qui emprunte à l'Art nouveau et à l'Art déco, propres à son temps.

## Biographie
Jean Henri Boucher est né le 29 mars 1879 au 65, rue du Bac dans le 7e arrondissement de Paris, fils de Jean Albert Boucher, bibliothécaire et de Marie Amélie Barbou.
Il épouse le 18 avril 1911, à Fontenay-aux-Roses, Marie Louise Jeanne Henriette Jorrot. Lors du recensement de 1926, il est domicilié au 38, rue de Turbigo. En 1934, lors du mariage de sa fille, il est domicilié au 87, boulevard Richard-Lenoir, bâtiment qu'il a conçu. C'est là qu'il décède le 26 juin 1935.
Il est inhumé au cimetière des Batignolles (24e division).

## Œuvre
À Paris :
- 1911 : 1, rue Boulard,

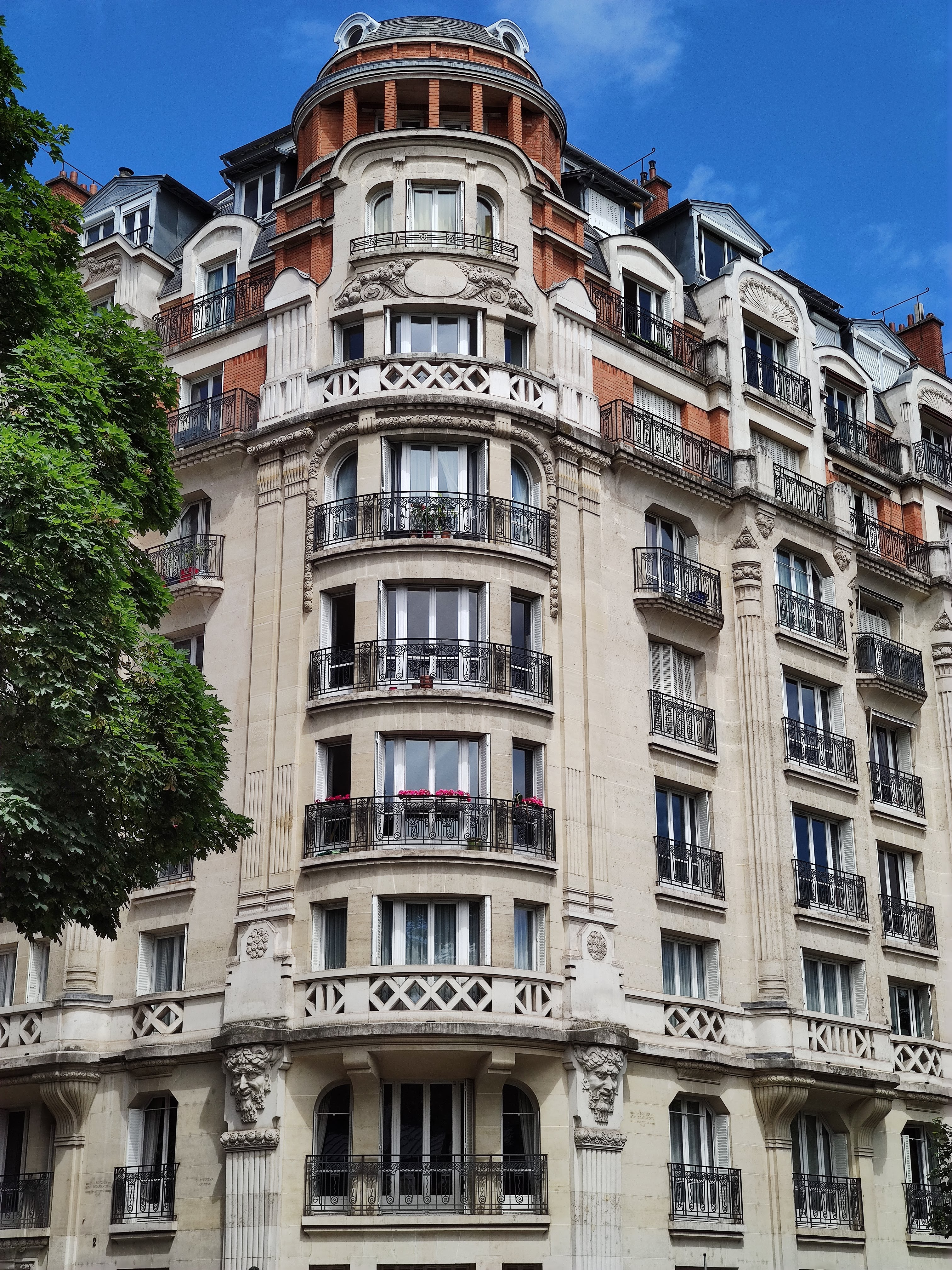
No 2, rue Narcisse-Diaz (et 70-72, avenue de Versailles) à Paris.

- 1913 et suivantes : ensemble de la rue de Cadix avec Constant Lemaire,
- 1924 : 207, rue de l’Université,
- 34-36, rue Jean-de-La-Fontaine,
- 1924 : 3, rue George-Sand,
- 1925 : 24 et 26, rue Henri-Heine,
- 1925 : 49, rue du Docteur-Blanche,
- 1925 : 12, rue René-Bazin,
- 1928 : avenue de la République,
- 1928 : 70-72, avenue de Versailles (et 2, rue Narcisse-Diaz), en collaboration avec l'architecte Paul Delaplanche et le sculpteur F.-P. Joyeux[5] ; immeuble signé en façade,
- 1928 (avec Georges Leclerc) : 7, rue Daubenton,
- 1929 : 182 bis, boulevard Pereire, en collaboration avec René Pierre,
- 1929 : 75, rue Vauvenargues, en collaboration avec l'architecte André Chauveau ; immeuble signé en façade,
- 1930 : 10, rue Jean-Bart,
- 1930 : 10-16, rue Thibaud[6],
- 1930 : 3-9, rue du Commandant-Guilbaud,
- 1931 : 8-10-12-14, rue Émile-Duclaux. Immeubles signés et datés en façade.
- 1931 : 87-91, boulevard Richard-Lenoir,
- 1931 (avec Léon Barriquand) : 4, villa Eugène-Manuel. Immeuble signé et daté en façade.
- 1931 (avec G. Leclerc) : 3, rue Fragonard. Immeuble signé et daté en façade.